# Reinos vikingos de Noruega
Los reinos vikingos de Noruega (también llamados fylki y ríki) fueron pequeños territorios gobernados por caudillos que tenían categoría de monarcas absolutos. Esos territorios formaron posteriormente el Reino de Noruega. Antes de la unificación de Noruega en el año 872 por Harald I, y durante el periodo de fragmentación tras la muerte del rey, el país estaba dividido en pequeños reinos, algunos del tamaño de una pequeña villa y otros no diferían mucho de la actual división territorial como condados. 
En tiempos de los primeros registros históricos de Escandinavia, hacia el 700 d. C., existía cierto número de entidades políticas en Noruega. No se sabe exactamente en qué cantidad, pues fluctuaban constantemente con herencias, conquistas y circunstancias, pero se ha estimado que durante la era vikinga, por lo menos existieron nueve reinos bien documentados en Noruega occidental. El arqueólogo Bergljot Solberg, basándose en fuentes históricas, ha calculado sobre una veintena en lo que comprende actualmente todo el país.
No existe una fuente escrita fiable que detalle el título que tenían los gobernantes de esas entidades, reyes, príncipes o jarls, tampoco sobre las fronteras definidas entre unos y otros. Las sagas reales que mencionan estos reinos no se escribieron hasta bien entrados los siglos XII y XIII por lo que existe cierto grado de error. Por otro lado, la información de los poemas de los escaldos procedía principalmente de la tradición oral, y la fiabilidad de los datos sigue debatiéndose entre los historiadores. No obstante, entre las sagas resalta Heimskringla de Snorri Sturluson, quien menciona a los gobernantes de estos territorios como konungr (o rey), en Agder, Alvheim, Hedmark, Hordaland, Nordmøre, Romsdal, Rogaland, Romerike, Sogn, Solør, Sunnmøre, Trøndelag, Vestfold y Viken. En el caso de Hålogaland, el título del gobernante era jarl (equivalente a conde), entre los que resaltaban los Jarls de Lade en Trondheim, de gran influencia política y militar, y los jarls de Møre. Dependiendo de la saga o la fuente de información, a los gobernantes también se les menciona como reyes, hersirs, jarls o príncipes subyugados. A lo largo del siglo IX, algunos de los territorios más pequeños se unieron hasta formar regiones más amplias, hasta que Harald I unificó el reino bajo su poder supremo; a partir de ahí, muchos de esos antiguos reinos se convertirían en condados bajo autoridad real y con alguna que otra tentativa de cobrar la independencia de nuevo.

## Historia
Anterior a la Era Vikinga hay un vacío en la historia de la región por unos centenares de años, pero el historiador Jordanes encontró regiones con los mismos nombres o parecidos, presumiblemente pequeños reinos y caudillos desconocidos hoy. La fuente previa más fiable del historiador romano Claudio Ptolomeo ofrece breves citas sobre Noruega y los chaedini («gente del país»). Quizás la diferencia entre los reinos no era suficientemente importante como para citarlos a todos individualmente. Anteriormente Cornelio Tácito en Germania, capítulo 44, describe a los suiones, que estaban divididos en «civitates» (estados o provincias en latín) a lo largo de la costa escandinava y era un pueblo con inusual flota de un tipo especial de naves: tenían extremos similares (aparentemente sin proa, ni popa) y se desplazaban por los bancos costeros con remos, por lo que no se diferenciaban mucho de los conocidos drakkar vikingos de casco trincado. Estos reinos llegaban hasta el Ártico, o por lo menos hasta regiones donde los días eran muy largos.
Parece claro que la Noruega habitada durante los tiempos del Imperio Romano tenía la misma identidad cultural que Suecia, llamados suiones en fuentes latinas. 

### Los reinos noruegos
Las ilustraciones se basan en fuentes procedentes de diversas sagas nórdicas del siglo XIII. La fiabilidad histórica está discutida.

Cronología de los reinos noruegos
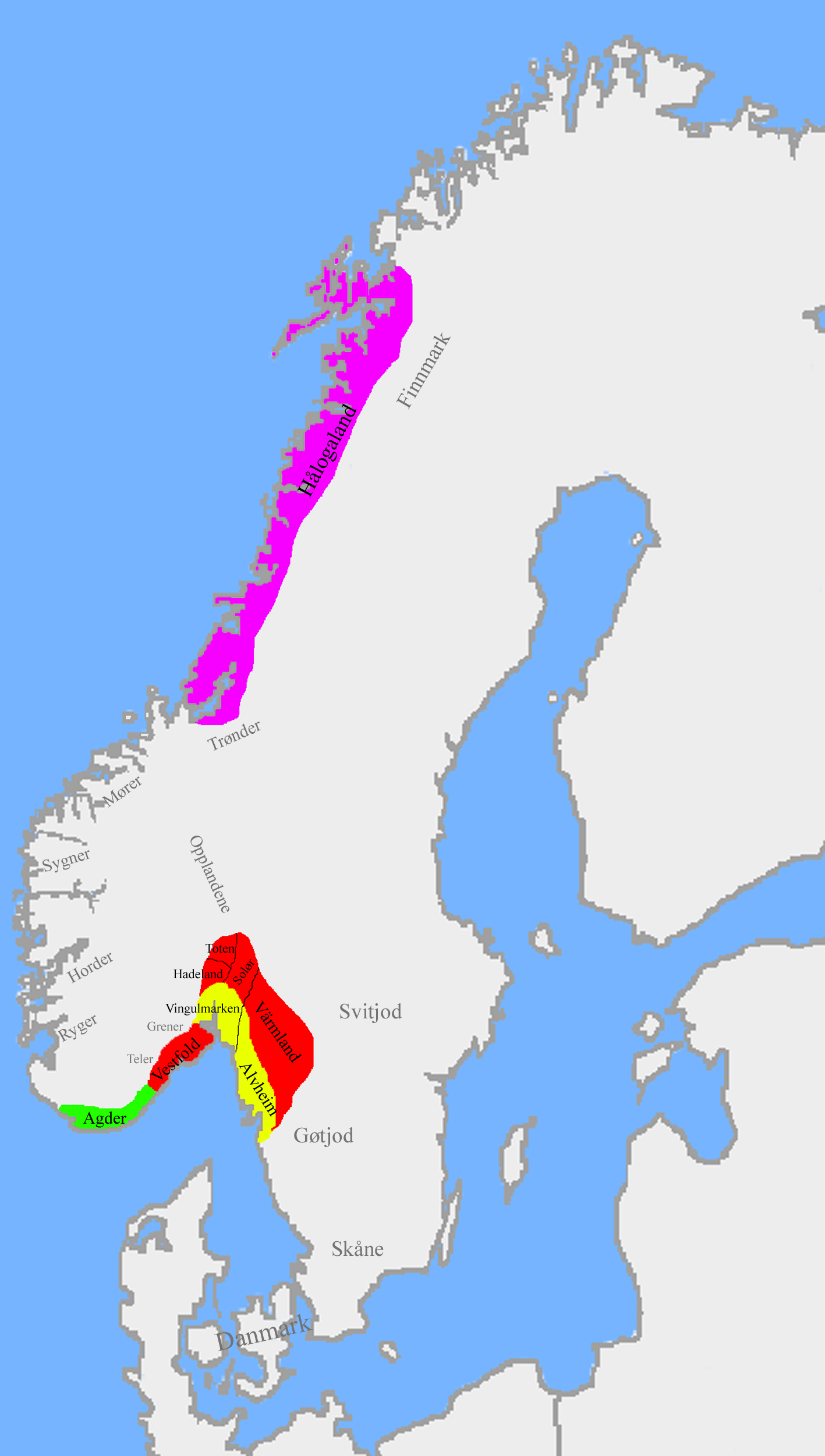
Ca. 820, a la muerte de Gudrød el Cazador: los más importantes eran Vestfold (rojo), Hålogaland (morado), Alvheim (amarillo) y Agder (verde).
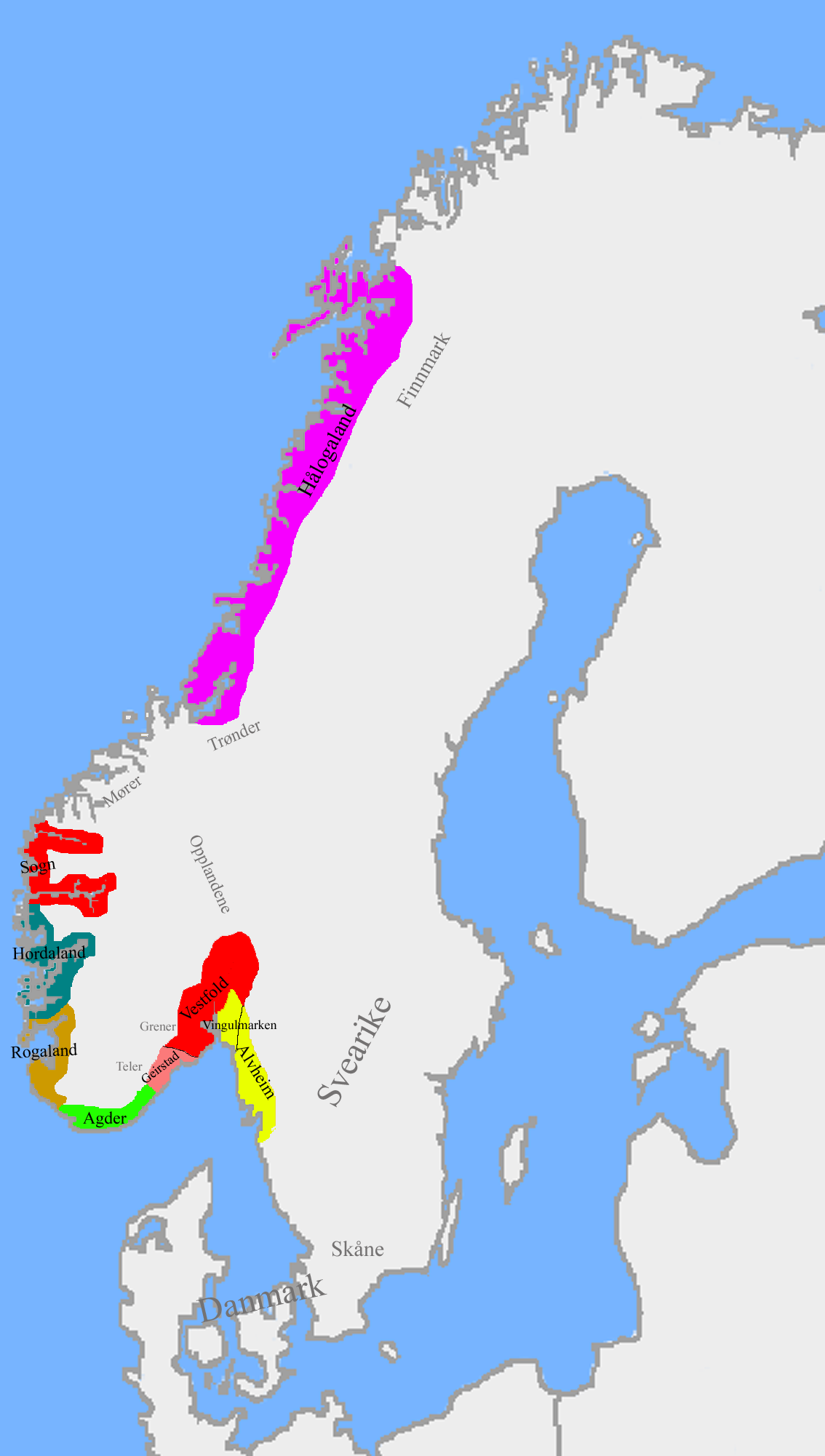
Ca. 860, a la muerte de Halfdan el Negro: en rojo, el reino heredado por Harald I.
Ca. 872, antes de la definitiva batalla de Hafrsfjord: el reino unificado se muestra en rojo.
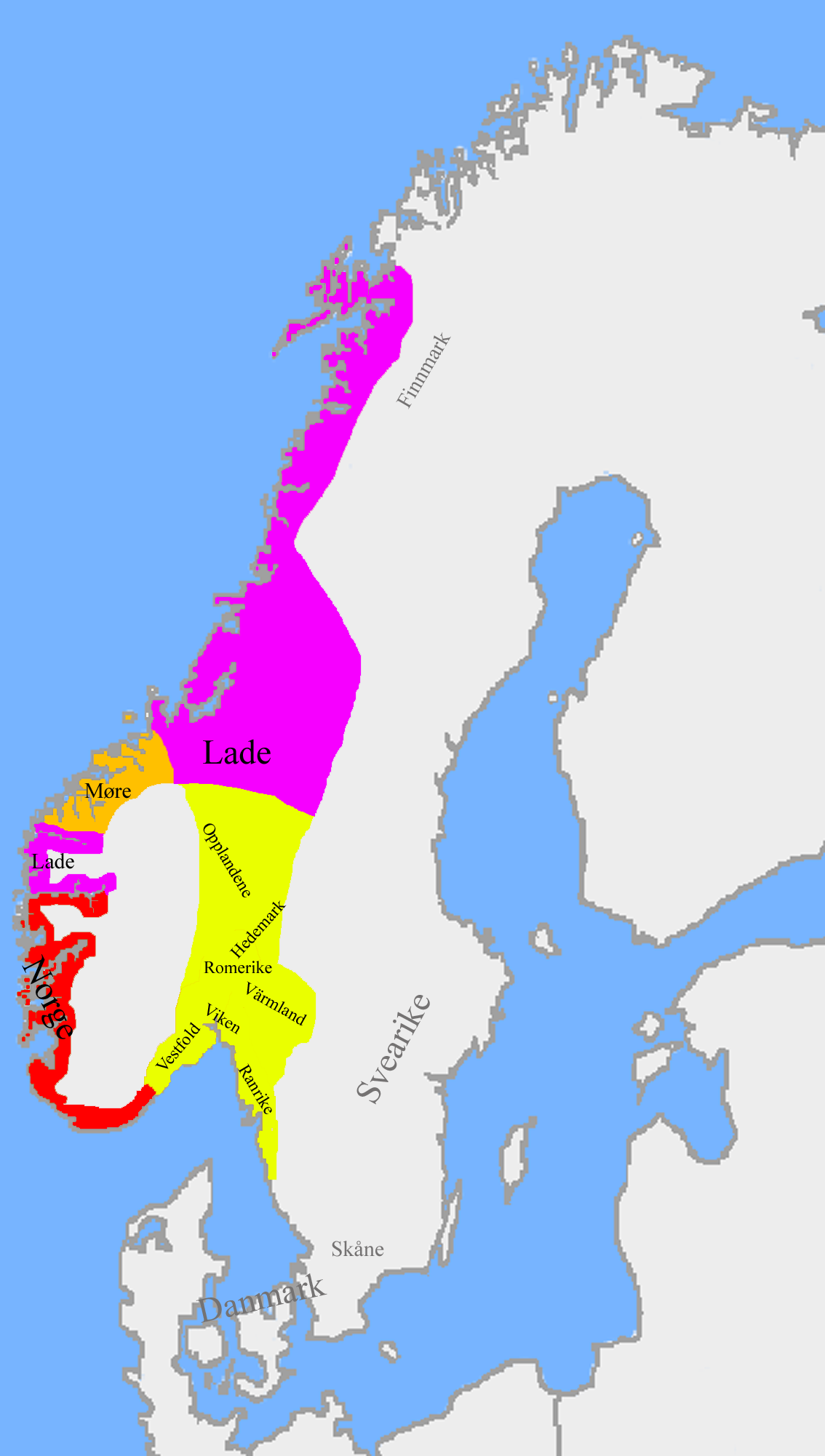
Ca. 930, división del reino del rey Harald I: en amarillo los reinos asignados a los hijos de Harald y allegados; en rojo, los territorios bajo el poder del Gran Rey; en morado, los territorios de los jarls de Lade; y, en naranja, los dominios de los jarls de Møre.
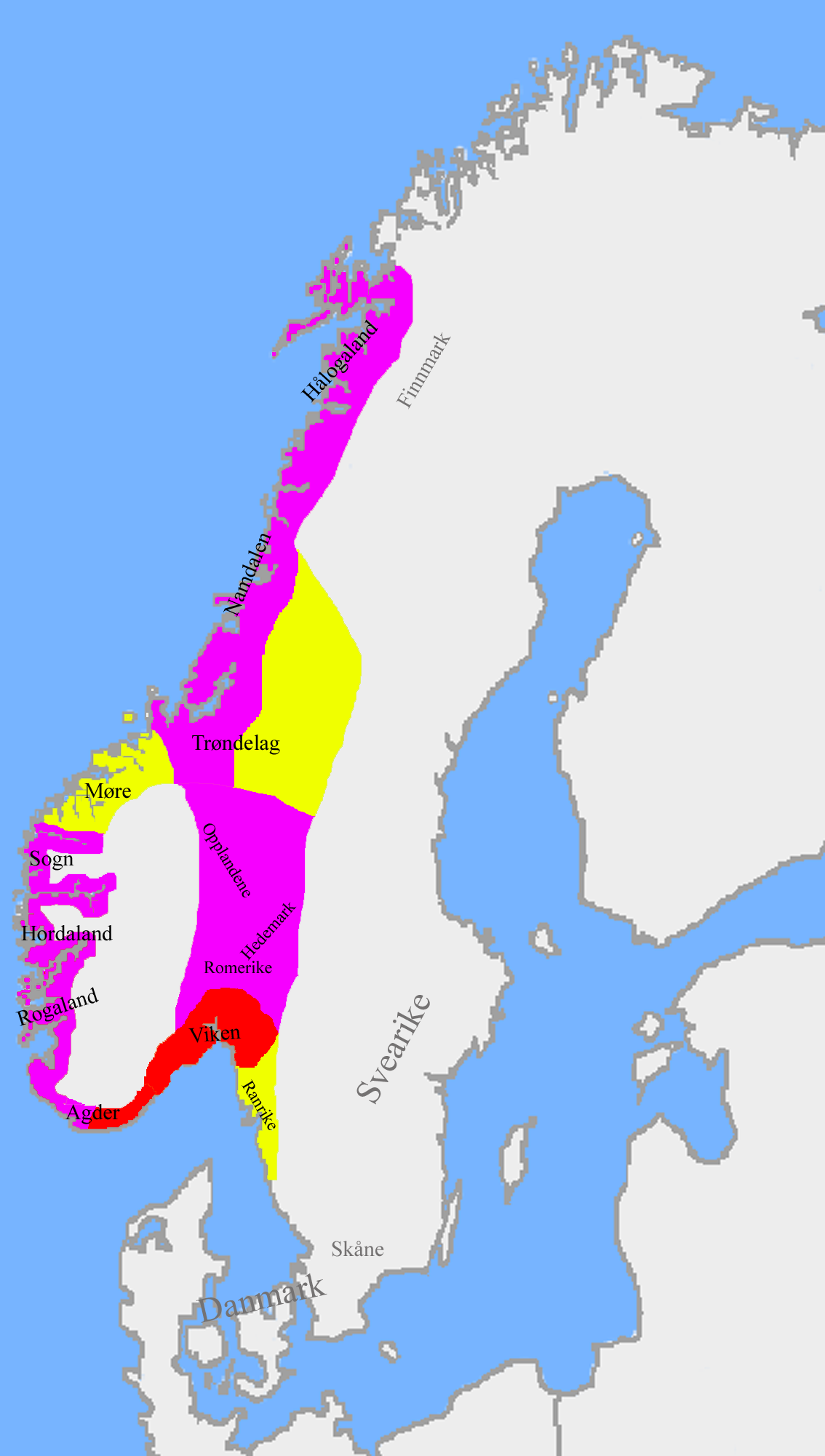
Año 1000, división del reino tras la batalla de Svolder: Suecia (en amarillo), Dinamarca (en rojo) y los Jarls de Lade (en morado).
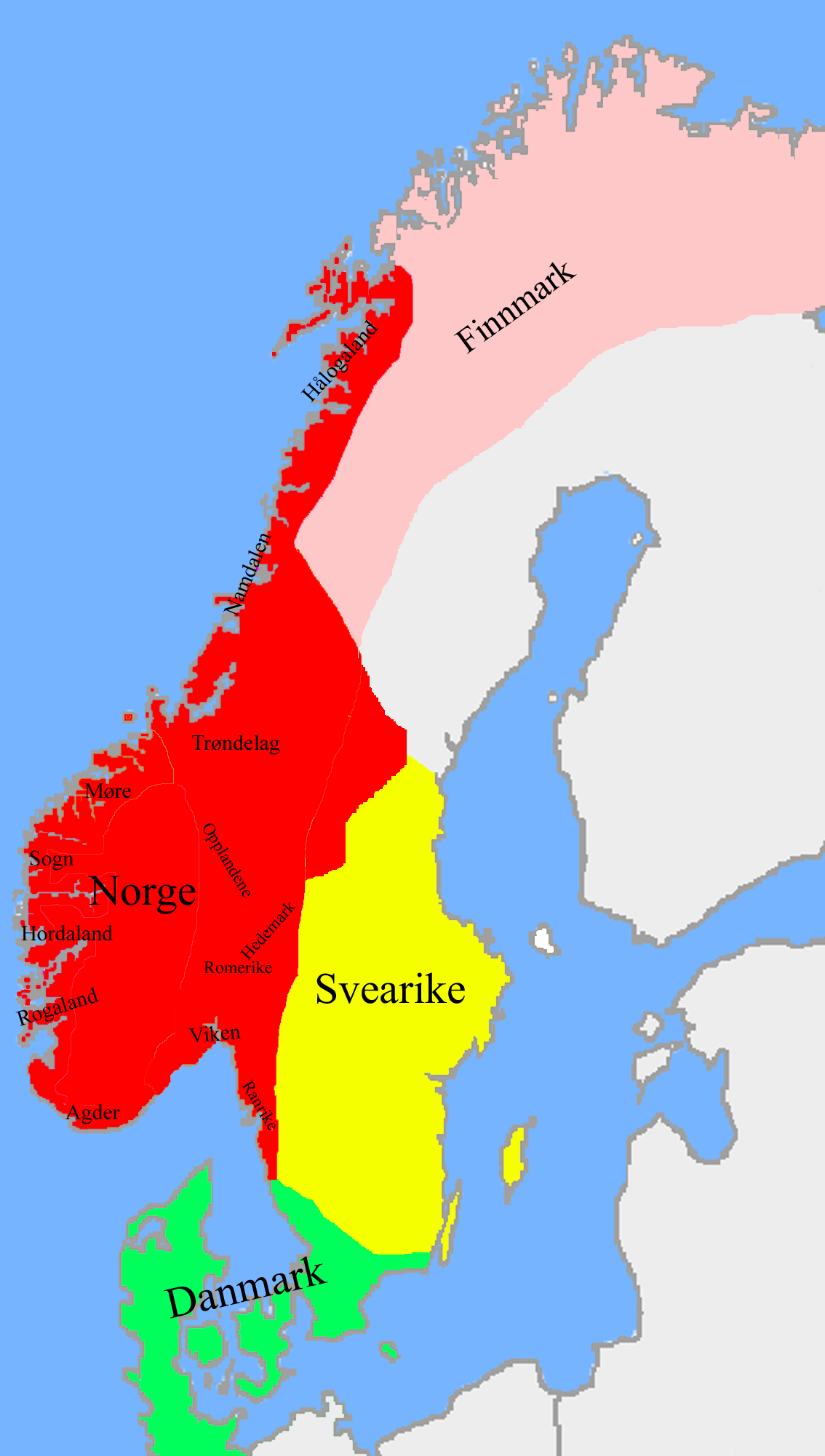
1020, unificación de Noruega durante el reinado de Olaf II: en color salmón Finnmark, territorios subyugados de los lapones que pagaban tributo a los reyes de Noruega.

## Fylki (pequeños reinos)
- Hålogaland
- Naumdœlafylki
- Jamtaland

### Frostuþing(c. 850)
- þróndalog interior
  - Verdœlafylki
  - Sparbyggjafylki
  - Eynafylki
  - Skeynafylki

- þróndalog exterior 
  - Strindafylki
  - Orkdœlafylki
  - Stiordœlafylki
  - Gauldœlafylki
  - Norðmœri
  - Herjárdalr (Härjedalen)
  - Eystridalir
  - Guðbrandsdalir
  - Raumsdœlafylki
  - Fyrðafylki (Fjordane)

### Gulaþing(c. 850)
- Sygnafylki
- Hórdafylki
- Rygjafylki
- Egðafylki
- Grænafylki
- þelamǫrk
- Alfheimar (hoy pertenece a Suecia)
- Vestfold
- Vilgumǫrk
- Valdres
- Hringariki
- Numadalr (Numedalen)
- Haddingjadalr

### Eidsivaþing(c. 850)
- Raumafylki
- Haðafylki
- Heinafylki

### Vendill (hoy pertenece a Dinamarca)
- Vendill

### Gautaland (hoy pertenece a Suecia)
- Wæstragœtland
- Dal
- Værmaland
- Jærnbæraland

### Halsingjaland
- Sunhed
- Skœn
- Norðanstig

### Finnmǫrk
- Finnmǫrk